# سیارک ۲۴۱۶۸
سیارک ۲۴۱۶۸ (به انگلیسی: 24168 Hexlein، نامگذاری:1999WH9) بیست و چهار هزار و صد و شصت و هشتمین سیارک کشف شده‌است که در ۲۹ نوامبر ۱۹۹۹ کشف شد.
قدر مطلق سیارک برابر ۱۲.۳ است.